# L'Homme qui tombe
L'Homme qui tombe (titre original : Falling Man) est un roman de l'écrivain américain Don DeLillo, publié en 2007.

## Résumé
L'Homme qui tombe s'intéresse à un survivant des attentats du 11 septembre, Keith Neudecker, et à l'impact que cette expérience continue d'avoir sur son existence et sur sa vie conjugale et familiale.